# Gran Premio del Belgio 2024
Il Gran Premio del Belgio 2024 è stata la quattordicesima prova della stagione 2024 del campionato mondiale di Formula 1. La gara si è tenuta domenica 28 luglio sul circuito di Spa-Francorchamps ed è stata vinta dal britannico Lewis Hamilton su Mercedes, al centocinquesimo successo in carriera; Hamilton ha preceduto all'arrivo l'australiano Oscar Piastri su McLaren-Mercedes e il monegasco Charles Leclerc su Ferrari.
Il britannico George Russell su Mercedes, primo al traguardo, è stato squalificato dalla classifica finale del Gran Premio in quanto la sua vettura è stata trovata non conforme al peso minimo secondo il regolamento tecnico, dopo le verifiche effettuate dalla Federazione al termine della gara.
All'intero weekend di gara hanno assistito 380 000 spettatori, all'epoca lo stesso numero record per il Gran Premio del Belgio sul circuito di Spa-Francorchamps dell'edizione precedente del 2023.

## Vigilia

### Aspetti tecnici
Per questo Gran Premio la Pirelli, fornitore unico degli pneumatici, offre la scelta tra gomme di mescola C2, C3 e C4, la tipologia di pneumatici che caratterizza la gamma centrale del genere di coperture messe a disposizione dall'azienda italiana. Viene stabilita la stessa tipologia di pneumatici fin dall'edizione 2020 del Gran Premio. Essa viene stabilita per la quarta volta in stagione dopo quanto già deciso nei Gran Premi di Arabia Saudita, Cina e Miami. Prima del precedente Gran Premio d'Ungheria, la Pirelli nomina anche le mescole per il successivo Gran Premio d'Olanda.
La Federazione conferma le due tradizionali zone del Drag Reduction System in uso dall'edizione 2013 della gara quando l'organo mondiale dell'automobilismo decise di aumentare sul circuito di Spa-Francorchamps a due i tratti in cui utilizzare il dispositivo mobile, dopo l'unica precedente zona utilizzata dal 2011, stagione in cui il dispositivo fu introdotto nella categoria, fino alla stagione successiva, al fine di favorire i sorpassi. I piloti possono attivare l'alettone mobile posteriore sul lungo rettilineo tra la curva 4 e la curva 5, con punto per la determinazione del distacco tra piloti posto prima della seconda curva, e sul rettilineo principale dei box, il nuovo tratto aggiuntivo introdotto in seguito, con detection point fissato prima della curva 18. Rispetto alla precedente edizione, il punto di attivazione per la zona DRS posta sul lungo rettilineo tra la curva 4 e la curva 5 è stato spostato più avanti. Se in precedenza era posto 230 metri dopo la curva 4, ora è posizionato 305 metri sempre dopo la stessa curva.
Rispetto all'edizione del 2023, il circuito è oggetto di alcune modifiche. Un nuovo manto di asfalto è stato steso dall'uscita della curva 17 all'entrata della curva 2, dall'uscita della curva 4 all'entrata della curva 8, dall'entrata della curva 14 all'uscita della curva 15, e tutta la fast lane nella corsia dei box. Un nuovo accesso è stato installato tra la curva 1 e la curva 2 sul lato sinistro. Il drenaggio è stato migliorato tra la curva 2 e la curva 3 sul lato sinistro nella via di fuga, e alla curva 9. Un nuovo cordolo combinato è stato installato sul lato sinistro alla curva 9. Una nuova apertura è stata aggiunta alla curva 16 sul lato destro. I guard rails sono stati sostituiti con muri di cemento e recinzioni a norma della Federazione di fronte la postazione MP4C dei commissari di percorso, per una lunghezza di 100 metri, di fronte quella MP5, per 120 metri, di fronte quella MP7B, per 100 metri, di fronte quella MP13, per 100 metri, di fronte quella MP14, per 210 metri, e di fronte quella MP15, per 450 metri. Un nuovo muro di cemento è stato installato all'entrata della curva 12 sul lato destro. La linea bianca alle curve 1, 7, 14 e 15 sul lato sinistro è stata spostata più a sinistra per ridurre la distanza tra essa e la fine del cordolo, e quella alle curve 9 e 13 sul lato destro è stata spostata più a destra, sempre per lo stesso motivo.
Prima dell'inizio della prima sessione di prove libere del venerdì, sulla vettura di Pierre Gasly viene installata la quarta scatola del cambio e la quarta trasmissione. Il pilota francese dell'Alpine non è penalizzato sulla griglia di partenza in quanto i nuovi componenti installati rientrano tra quelli utilizzabili nel numero massimo stabilito dal regolamento tecnico. Sulla vettura di Esteban Ocon e Alexander Albon viene installata la quarta unità relativa al motore a combustione interna, al turbocompressore, all'MGU-H e all'MGU-K. Sulla vettura di Ocon e George Russell viene installata rispettivamente la sesta e terza unità relativa all'impianto di scarico. Tutti e tre i piloti non sono penalizzati sulla griglia di partenza in quanto i nuovi componenti installati rientrano tra quelli utilizzabili nel numero massimo stabilito dal regolamento tecnico. Sulla vettura di Max Verstappen viene installata la quinta unità relativa al motore a combustione interna. Il pilota olandese della Red Bull Racing è penalizzato di dieci posizioni sulla griglia di partenza in quanto il nuovo componente installato supera quelli utilizzabili nel numero massimo stabilito dal regolamento tecnico. Sulla vettura di Yuki Tsunoda viene installata la quinta unità relativa al motore a combustione interna, al turbocompressore, all'MGU-H e all'MGU-K, la terza unità relativa al sistema di recupero dell'energia e all'unità di controllo elettronico, e la sesta unità relativa all'impianto di scarico. Il pilota giapponese della RB è costretto a partire dal fondo dello schieramento in quanto i primi sei nuovi componenti installati superano quelli utilizzabili nel numero massimo stabilito dal regolamento tecnico.

### Aspetti sportivi
Il Gran Premio rappresenta il quattordicesimo appuntamento stagionale a distanza di una settimana dalla disputa del Gran Premio d'Ungheria, tredicesima gara del campionato. Per la quinta volta in stagione, il calendario prevede una prova a distanza di una settimana dall'altra. Il campionato disputa per il quinto weekend di gara consecutivo un appuntamento previsto in Europa, il settimo complessivo della stagione nel vecchio continente. Il Gran Premio è la terza e ultima prova di tre totali calendarizzate nel mese di luglio e la seconda prova della seconda parte di stagione, nonché l'ultima prova del campionato prima della pausa estiva, per la seconda stagione consecutiva. Il Gran Premio si disputa in questo mese per la seconda edizione consecutiva. Il mondiale disputa un appuntamento sulla tipologia di tracciato permanente per il quinto weekend di gara consecutivo. Il contratto per l'inserimento della gara in calendario, sempre sul circuito di Spa-Francorchamps, è stato rinnovato nel mese di ottobre 2023 fino alla prossima stagione. Il Gran Premio è sponsorizzato dalla società svizzera produttrice di orologi Rolex, come accaduto dal 2020 al 2022. A questa edizione assistono 380 000 spettatori nel corso del weekend di gara, lo stesso numero record per il Gran Premio dell'edizione precedente del 2023.
Presente nel calendario del campionato mondiale di Formula 1 fin dall'edizione inaugurale del 1950 e valido quale prova della categoria dallo stesso anno, il Gran Premio del Belgio, insieme a quelli di Monaco, Svizzera, Francia, Gran Bretagna e Italia, compresa un'edizione della 500 Miglia di Indianapolis valida per il mondiale, fu una delle prove che caratterizzò il calendario dell'edizione inaugurale del mondiale di Formula 1. Il Gran Premio vede la disputa dell'ottantesima edizione, la sessantanovesima valida per il mondiale. Il circuito di Spa-Francorchamps, sede attuale della gara e su quattro diverse configurazioni, la cui la più recente in uso dalla categoria fin dalla stagione 2007, quando il Gran Premio tornò a far parte del calendario del campionato mondiale di Formula 1, pista utilizzata per la prima volta nell'edizione inaugurale del 1950, è il tracciato ad aver ospitato il maggior numero di edizioni della gara, con 56, ed è quello più lungo presente nel calendario con i suoi 7 004 metri. Il tracciato belga è dietro solo all'Autodromo nazionale di Monza, al circuito di Monte Carlo e al circuito di Silverstone per maggior numero di edizioni ospitate nella storia del mondiale. Il Gran Premio è stato corso anche in altre due località: il circuito di Nivelles ha ospitato la gara per due volte, nel 1972 e nel 1974, mentre il circuito di Zolder è stato sede della gara per dieci edizioni tra il 1973 e il 1984. Il Gran Premio del Belgio è la quarta corsa più disputata nella storia della Formula 1. Esso non è stato corso nella stagione 1957, a causa della mancanza di fondi per la gara per essere disputata, nel 1959, nel 1969, quando gli organizzatori non vollero pagare per i miglioramenti del circuito in tema di sicurezza, e i team britannici, francesi e italiani si ritirarono dall'evento, nel 1971, poiché la pista non era conforme alle specifiche di sicurezza obbligatorie imposte dalla Federazione quell'anno, nel 2003, a causa delle leggi sulla pubblicità del tabacco del Paese, e nel 2006, quando le autorità locali non furono in grado di completare importanti lavori di riparazione alla pista in tempo per la tenuta della corsa in settembre, prima di tornare in pianta stabile nel calendario della stagione a partire dal campionato successivo.
Michael Schumacher è il pilota con il maggior numero di vittorie nel Gran Premio del Belgio, con sei successi, oltre a detenere lo stesso numero di trionfi sul circuito di Spa-Francorchamps. Il tedesco esordì nella categoria nell'edizione 1991. Schumacher vinse nel 1992 e 1995 con la Benetton, e con la Ferrari nel 1996, 1997, 2001 e 2002. Jim Clark e Ayrton Senna sono gli unici piloti ad aver vinto quattro edizioni consecutive della gara. Il pilota olandese campione del mondo della Red Bull Racing, Max Verstappen, in caso di successo, può eguagliare questo primato. Oltre all'olandese, il pilota britannico della Mercedes, Lewis Hamilton, quello australiano della RB, Daniel Ricciardo, e quello monegasco della Ferrari, Charles Leclerc, sono i piloti dell'attuale campionato ad aver trionfato in questo appuntamento. Hamilton e Ricciardo corsero la duecentesima gara rispettivamente nel 2017 e nel 2021. Leclerc vinse il primo Gran Premio in carriera sulla pista belga nel 2019, così come Peter Collins (1956), Jim Clark (1962), Gunnar Nilsson (1977), Didier Pironi (1980) e Michael Schumacher (1992). Hamilton detiene il maggior numero di podi (10) e di pole position (6), oltre che di giri condotti in testa (180), al terzo posto di sempre dietro Schumacher (259) e Senna (211). Il britannico, Verstappen, Leclerc e il compagno di scuderia, lo spagnolo Carlos Sainz Jr., sono i piloti della corrente stagione a essere partiti dalla posizione al palo in Belgio. Alain Prost è detentore del più alto numero di giri più veloci (6). La Ferrari detiene il maggior numero di vittorie sia in questo appuntamento che sul circuito belga, rispettivamente con diciotto e quattordici successi, seguita dalla McLaren con rispettivamente quattordici e dodici trionfi. La Eagle (1967), la McLaren (1968) e la Jordan (1998) ottennero la prima vittoria in questa gara. Il britannico George Russell della Mercedes ottenne il primo podio in carriera nell'edizione 2021 con la Williams, grazie al secondo posto, alla cinquantesima partenza in un Gran Premio, il quindicesimo della storia ad ottenere il podio inaugurale in questa gara. Il francese Esteban Ocon dell'Alpine fece il suo debutto nella massima categoria nella gara del 2016 con l'ex scuderia Manor, classificandosi per le successive ventisette gare, record per un pilota dal suo debutto, mentre il connazionale compagno di scuderia, Pierre Gasly, corsa la centesima gara nel 2022. Ocon prende parte alla centoquarantasettesima partenza in un Gran Premio. Il francese ha una vittoria in carriera, ottenuta nel Gran Premio d'Ungheria 2021, e due podi, il secondo posto nel Gran Premio di Sakhir 2020 con la stessa squadra denominata Renault, e il terzo posto nel Gran Premio di Monaco 2023. Ventuno dei cinquantasei Gran Premi corsi sul circuito di Spa-Francorchamps sono stati vinti dalla pole position (37,5%). La posizione più indietro dal quale è stata vinta la corsa in griglia di partenza è stata la sedicesima con Schumacher nel 1995. La gara belga ha assegnato per una volta il titolo piloti e per quattro volte quello costruttori. Schumacher vinse il settimo e ultimo titolo nel 2004. La McLaren vinse il quarto titolo nel 1988, la Williams il quinto e il sesto nel 1992 e 1993, e la Ferrari il quindicesimo nel 2007. L'edizione del 2021, per via della distanza di gara completata per un solo giro a causa di avverse condizioni meteorologiche e con un tempo di 3'27"071, alla media di 119,611 km/h, rappresentò il Gran Premio più corto della storia, oggetto di zero sorpassi e soste ai box, e con tutti i piloti classificati per l'undicesima volta di sempre, corso interamente sotto il regime di safety car, mentre quella del 2023 venne scelta per ospitare, per la prima volta, una delle sei Sprint della stagione.
Nella terza riunione dell'anno della F1 Commission tenutasi due giorni dopo la disputa del precedente Gran Premio d'Ungheria all'unanimità è stato deciso che non verrà allargata la zona punti oltre il decimo classificato. Nell'interesse del benessere dei piloti è stato deciso di innalzare per il 2025 il peso minimo del guidatore e del sedile da 80 a 82 kg, e di conseguenza il peso minimo delle monoposto è stato portato da 798 a 800 kg, senza carburante. La scelta è stata fatta per non penalizzare i piloti più alti, mentre quelli sotto il peso prestabilito dovranno raggiungere gli 82 kg attraverso l’aggiunta di una zavorra. I costi relativi ai congedi di maternità e paternità, per malattia e relativi all’intrattenimento dei team saranno esclusi dal budget cap. I test prestagionali del 2026 verranno spalmati su un totale di nove giorni, suddivisi in tre eventi di tre giorni ciascuno. Viene ribadito l’obiettivo strategico dei regolamenti 2026, ovvero quello di ottenere gare veloci e ravvicinate, e che possano continuare a coinvolgere i tifosi. Il 17 ottobre prossimo – in occasione del consiglio mondiale – verrà presentato un aggiornamento delle norme sportive e tecniche della stagione 2026. Il 2 ottobre è stata poi indetta una riunione straordinaria della F1 Commission per discutere le questioni relative al 2026.
L'ex team principal della Ferrari, Mattia Binotto, viene nominato come nuovo direttore operativo e direttore tecnico della Sauber, che sarà acquisita da Audi a partire dal 2026. Binotto prende il posto di Andreas Seidl. La scuderia francese Alpine corre con una speciale livrea con i colori ispirati al film Deadpool & Wolverine. La squadra annuncia la separazione con il team principal Bruno Famin a fine agosto. La Sauber viene iscritta al Gran Premio come Kick Sauber F1 Team, senza l'utilizzo nella denominazione dell'altro title sponsor della squadra, Stake. La scuderia svizzera ha adottato la stessa denominazione anche nel Gran Premio d'Australia e nel Gran Premio di Spagna. La Haas annuncia l'ingaggio per il 2025 di Esteban Ocon, proveniente dall'Alpine. Il pilota francese stipula con il team statunitense un accordo pluriennale.
L'ex pilota di Formula 1 Enrique Bernoldi è nominato commissario aggiunto. Il brasiliano ha svolto in passato, in diverse occasioni, tale funzione, l'ultima al Gran Premio di Gran Bretagna. Bernoldi fu designato commissario aggiunto anche nell'edizione 2022. È la casa automobilistica tedesca Mercedes a fornire la safety car e la medical car, per l'ultima volta fornitrice delle vetture nel Gran Premio di Monaco.

## Prove

### Resoconto
La prima sessione di prove libere viene dominata da Verstappen, che comunque sarà penalizzato in griglia di dieci posizioni per la sostituzione della quinta unità relativa al motore a combustione interna. L'olandese precede Piastri di oltre mezzo secondo. La Red Bull Racing punta su un assetto che predilige la velocità nelle curve, mentre la McLaren adotta un'aerodinamica che le consente di ottenere maggiore velocità di punta sui rettilinei. Al terzo posto, davanti alle due Mercedes, si è classificato Alexander Albon su Williams. Hamilton, settimo, ha patito un forte saltellamento, tanto da dover interrompere la sua simulazione di gara. Esteban Ocon non ha chiuso nessun giro cronometrato, a causa di un problema idraulico.
Nella sessione pomeridiana si sono rifatte le McLaren, con Lando Norris che ha preceduto Piastri per due decimi; l'australiano è stato anche autore di un piccolo errore di guida, nel giro rapido. Verstappen, che aveva dominato la prima sessione, si è accontentato del terzo tempo, anche se staccato di soli due millesimi dal tempo di Piastri. La Red Bull Racing ha voluto, in questa sessione, modificare l'assetto dell'aerodinamica, cercando una maggiore velocità di punta. Alle spalle dei primi tre si sono posizionate le Ferrari, davanti a George Russell. Hanno palesato maggiori difficoltà Hamilton e Pérez.
Nella notte tra il venerdì e il sabato, la Red Bull Racing utilizza uno dei due coprifuochi concessi durante la stagione per effettuare le operazioni sulle proprie vetture. La scuderia austriaca non riceve sanzioni.
Prima della terza sessione di prove libere del sabato, sulla vettura di Zhou Guanyu viene installata la quarta unità relativa all'impianto di scarico. Il pilota cinese della Sauber non è penalizzato sulla griglia di partenza in quanto il nuovo componente installato rientra tra quelli utilizzabili nel numero massimo stabilito dal regolamento tecnico. Sulla vettura di Charles Leclerc e Zhou viene installata la quarta scatola del cambio e la quarta trasmissione. Sulla vettura di Nico Hülkenberg viene installata la terza unità di entrambi gli stessi componenti. Tutti e tre i piloti non sono penalizzati sulla griglia di partenza in quanto i nuovi componenti installati rientrano tra quelli utilizzabili nel numero massimo stabilito dal regolamento tecnico.
La terza sessione è caratterizzata da una forte pioggia. La Red Bull Racing invia in pista presto i suoi piloti con Verstappen che coglie un tempo che nessun altro può avvicinare. Piastri, secondo, è staccato di quasi un secondo e mezzo; al terzo posto si è issato Pierre Gasly su Alpine. In seguito la pioggia è aumentata d'intensità, e Lance Stroll è autore di un incidente all'Eau Rouge: dopo aver perso il controllo, la sua monoposto ha compiuto un testacoda, ed è finita contro le barriere. La sessione è stata interrotta, con il carro attrezzi che ha impiegato diversi minuti per recuperare la vettura. Successivamente, stante la forte pioggia, nessun pilota ha nuovamente affrontato la pista, per cercare un tempo. Alcuni hanno montato gomme da full wet, solo per preparare la partenza.

### Risultati
Nella prima sessione del venerdì si è avuta questa situazione:
| Pos | Nº | Pilota          | Costruttore                | Tempo    | Gap    | Giri |
| --- | -- | --------------- | -------------------------- | -------- | ------ | ---- |
| 1   | 1  | Max Verstappen  | Red Bull Racing-Honda RBPT | 1'43"372 |        | 23   |
| 2   | 81 | Oscar Piastri   | McLaren-Mercedes           | 1'43"903 | +0"531 | 24   |
| 3   | 23 | Alexander Albon | Williams-Mercedes          | 1'44"099 | +0"727 | 21   |

Nella seconda sessione del venerdì si è avuta questa situazione:
| Pos | Nº | Pilota         | Costruttore                | Tempo    | Gap    | Giri |
| --- | -- | -------------- | -------------------------- | -------- | ------ | ---- |
| 1   | 4  | Lando Norris   | McLaren-Mercedes           | 1'42"260 |        | 19   |
| 2   | 81 | Oscar Piastri  | McLaren-Mercedes           | 1'42"475 | +0"215 | 23   |
| 3   | 1  | Max Verstappen | Red Bull Racing-Honda RBPT | 1'42"477 | +0"217 | 26   |

Nella sessione del sabato si è avuta questa situazione:
| Pos | Nº | Pilota         | Costruttore                | Tempo    | Gap    | Giri |
| --- | -- | -------------- | -------------------------- | -------- | ------ | ---- |
| 1   | 1  | Max Verstappen | Red Bull Racing-Honda RBPT | 2'01"565 |        | 4    |
| 2   | 81 | Oscar Piastri  | McLaren-Mercedes           | 2'02"998 | +1"433 | 4    |
| 3   | 10 | Pierre Gasly   | Alpine-Renault             | 2'03"175 | +1"610 | 5    |

## Qualifiche

### Resoconto
Le forti precipitazioni del mattino terminano prima delle inizio delle qualifiche, ma la pista resta bagnata. La pioggia è, però, nuovamente prevista all’inizio delle qualifiche, così i piloti affrontano subito la pista, per cercare un tempo, con gomme da bagnato intermedio. Norris segna 1'58”894, battuto subito da Nico Hülkenberg in 1'58"787. Fa anche meglio Oscar Piastri (1'57"411), mentre Alonso si intercala al secondo posto. Pierre Gasly segna il secondo tempo, mentre l’altro pilota dell'Alpine, Ocon, è quarto. Pérez risale al secondo posto, prima che Verstappen abbassi il limite, a 1'56”003. Le Ferrari sono terze con Leclerc e none con Sainz. Anche le Mercedes sono veloci: Hamilton è terzo, mentre Russell chiude quinto. Gasly rimonta, di nuovo, in seconda posizione. Norris, sceso pericolosamente in graduatoria, ritorna quarto. Rimonta ancora quinto Ocon, prima che Lewis Hamilton rientri al quarto posto, con il suo compagno Russell subito alle sue spalle. La pioggia, annunciata a più riprese, non scende ancora sul tracciato, ma i piloti continuano a girare, sperando di trovare le condizioni migliori per il tempo.
Yuki Tsunoda risale quinto, Pérez è secondo, mentre Ricciardo sale al quarto posto. Risale secondo anche Leclerc. Piastri batte il tempo di Verstappen, mentre tornano tra i primi dieci sia Gasly che Sainz Jr. Poco dopo Verstappen torna in pista, per riprendersi la prima posizione (1'54”938). 
Hamilton è ora terzo, battuto ancora da Gasly, mentre Esteban Ocon è quinto; subito dietro si trova Alonso. Norris si trova nuovamente a rischio di eliminazione, ed è costretto a montare un nuovo treno di gomme. Pérez torna quarto, Piastri terzo, ma ancora Verstappen migliora di quasi un secondo il suo tempo. George Russell rientra al terzo posto, alle spalle di Leclerc. Piastri batte il tempo di Verstappen, prima che le Alpine tornino ancora in zona qualificazione. Hülkenberg si pone undicesimo, Alonso settimo e Bottas ottavo. Ciò eliminerebbe Pérez, che però strappa il quarto tempo. Ricciardo progredisce all’ottavo posto, così come migliorano Albon e Norris. Non accedono in Q2 Hülkenberg, Magnussen, Tsunoda, Sargeant e Zhou.
Anche all’inizio della seconda fase delle qualifiche viene annunciato l’arrivo della pioggia. Le precipitazioni sono confermate da Verstappen alla radio. Il primo tempo di riferimento è fatto da Alexander Albon, che batte Ocon per 61 millesimi, mentre resta più staccato Russell. Gasly è quarto, preceduto anche da Alonso, terzo. Tocca poi a Norris battere il tempo di Albon, con  1'54"459. Hamilton prende il quinto tempo, prima che Ricciardo salga quarto. In seguito passa quarto Pérez. Piastri fa terzo prima che Max Verstappen vada a condurre con 1'53”857. Leclerc, in zona eliminazione, monta un nuovo set di pneumatici, come Hamilton. La situazione diventa più complessa in quanto Pérez annuncia che la pioggia è diventata intensa. Verstappen si migliora, di nuovo, con 1'53"837, mentre Russell sale quarto. Hamilton è quinto, mentre più rapido è Leclerc, terzo, davanti a Sainz Jr. Piastri, autore di un piccole errore di guida, è comunque secondo. Daniel Ricciardo sale in sesta posizione, prima che Pérez faccia segnare il quarto tempo, battuto, poco dopo, da Ocon. Ora sono i due piloti della Mercedes a rischio di eliminazione: Russell agguanta il secondo tempo e Hamilton lo precede, subito dopo. Fernando Alonso progredisce in quinta posizione, mentre Albon, nono, elimina Gasly. Torna quinto Leclerc, battuto da Sainz Jr., quarto. Pérez, all’ultimo tentativo, entra tra i qualificati. Non passano il taglio Albon, Gasly, Ricciardo, Bottas e Stroll.
Nella terza e ultima fase delle qualifiche Hamilton marca 1'54"011, con Russell che è più lento di due decimi del compagno di scuderia. Piastri resta a 0"016 da Hamilton, malgrado fosse più veloce nei primi due settori. Norris segna il quarto tempo, meglio comunque di Alonso, quinto. Leclerc registra il sesto tempo, prima che Sergio Pérez prenda il miglior crono (1'53"765). Il tempo del messicano è battuto, largamente, da Verstappen (1'53"159). Hamilton continua a girare, ma resta a 0"070 da Pérez. Norris batte Oscar Piastri, per la quarta piazza. Le Red Bull Racing si fermano, invece, ai box, per montare un nuovo treno di gomme. Sainz Jr. commette alcuni errori di guida, nel suo secondo tentativo, ma migliora il suo tempo, restando comunque settimo. Chi si migliora molto è Lerclerc, che sale secondo. La pioggia rovina gli ultimi minuti della sessione, tanto che nessuno ottiene progressi nei tempi.
Charles Leclerc conquista la venticinquesima pole position in carriera, la seconda della stagione dopo quella ottenuta nel Gran Premio di Monaco. Per il pilota monegasco della Ferrari è la terza pole position nel Gran Premio del Belgio, la seconda consecutiva. Per la scuderia di Maranello è la centocinquantunesima partenza in prima posizione della storia, la seconda della stagione dopo quella a Monte Carlo proprio con Leclerc, e la diciassettesima complessiva in questo appuntamento, nonché la terza consecutiva. Pérez parte secondo, con un distacco da Leclerc di soli 0"011, e avendo raggiunto la Q3 per soli 0"003. Il messicano, alla tredicesima prima fila in carriera, la terza stagionale, parte nelle prime due posizioni per la prima volta dal Gran Premio di Cina. Pérez parte secondo per il terzo anno consecutivo in questo appuntamento, ed è arrivato secondo nelle ultime due edizioni. Per il pilota della Red Bull Racing è la prima volta che si schiera nei primi sette dal Gran Premio di Miami. Hamilton ottiene la terza partenza della stagione tra i primi tre, qualificandosi davanti al compagno di scuderia Russell, sesto alla partenza, per due gare di fila per la prima volta in stagione. L'ex campione del mondo parte in seconda fila sulla pista belga per il quarto anno consecutivo. Russell conduce su Hamilton per 10-4 nel duello testa a testa in qualifica.
Norris parte quarto, alla posizione di partenza più alta nel Gran Premio del Belgio in carriera, ma quella più bassa della stagione dal Gran Premio di Monaco. Il compagno di scuderia Piastri inizia quinto, dalla stessa posizione dell'edizione precedente dove fu ritirato nel corso del primo giro. Sainz Jr. parte settimo e dietro a Leclerc per la prima volta in quattro gare. Alonso è qualificato al Q3 per la terza gara di fila, mentre Ocon, nono alla partenza, raggiunge la fase decisiva delle qualifiche dopo essere stato eliminato in Q1 nelle ultime due gare. Albon parte nei primi dieci con l'applicazione della penalità di Verstappen. Gasly parte dalla stessa dodicesima posizione dell'edizione 2023. Il francese è superato dal connazionale e compagno di scuderia Ocon per 10-4 in stagione in qualifica. Ricciardo è qualificato davanti al compagno di scuderia Tsunoda per la seconda gara di fila, ma il giapponese sconta una penalità. Tsunoda è eliminato nel corso della prima fase per la terza volta in stagione, e per la terza volta in quattro partecipazioni nel Gran Premio del Belgio. Stroll manca l'accesso al Q3 dopo che ci era riuscito nelle ultime due gare, ripagando l'Aston Martin con un posto in Q2 dopo un incidente nella terza sessione di prove libere. Entrambe le Haas sono eliminate in Q1 per la prima volta dal Gran Premio di Monaco 2023. Hülkenberg è davanti al compagno Magnussen, con un testa a testa di 11-3 a favore del tedesco. Sargeant è eliminato in Q1 per la prima volta dal Gran Premio d'Austria, mentre Zhou è il pilota più lento in qualifica per l'ottava volta in campionato.
Leclerc, alla trentasettesima prima fila in carriera e la quinta in stagione, eguaglia il numero delle pole position in campionato di Russell e Norris, di Graham Hill e Mika Häkkinen nel Gran Premio del Belgio, e di Alain Prost sul circuito di Spa-Francorchamps. Il monegasco è al dodicesimo posto nella classifica di tutti i tempi per il maggior numero di partenze al palo ottenute nella storia del mondiale. Il Gran Premio del Belgio diventa l'appuntamento, insieme a quello d'Azerbaigian e a quello di Monaco, dove Leclerc ha messo a segno più pole position, insieme ai rispettivi circuiti. La Ferrari pareggia il numero delle pole position stagionali della Mercedes e della McLaren, ed estende il record personale quale costruttore col maggior numero di partenze in prima posizione nel Gran Premio del Belgio (17) e sul circuito di Spa-Francorchamps (13), e di sempre nella storia della categoria (251). La pista belga diventa il terzo tracciato di sempre, insieme al circuito di Monte Carlo, dove la Ferrari conquista più pole position. Per la seconda edizione consecutiva della gara, Leclerc è in pole position perché Verstappen viene penalizzato, mentre per la terza edizione di fila un pilota eredita la pole position perché quello più rapido in qualifica subisce un arretramento in griglia di partenza a causa di una penalità. La Ferrari eredita la partenza al palo per il terzo anno consecutivo. Per il quarto anno consecutivo Verstappen è il pilota più veloce nelle qualifiche, ma per il terzo campionato di seguito non si schiera dalla prima piazzola. L'olandese non ha mai vinto dall'undicesima posizione, ma ha trionfato partendo da un record pari a nove diverse posizioni in griglia. Il margine del tempo più rapido del campione del mondo è stato di 0"632 nel 2022, di 0"820 nel 2023 e di 0"595 in questa edizione. Nessun pilota ha vinto dalla pole position nelle ultime due edizioni, né negli ultimi cinque Gran Premi stagionali, con Leclerc, che parte primo, l'ultimo a riuscirci nel Gran Premio di Monaco. Le prime quattro posizioni sono occupate da quattro team differenti, mentre i primi tre posti sono occupati dagli stessi tre piloti dell'edizione precedente.
Sono stati cancellati due tempi dai commissari sportivi ai piloti per non aver rispettato i limiti della pista, durante le qualifiche. Si sono visti cancellare il tempo Logan Sargeant e Zhou Guanyu (alla curva 4). Al termine delle qualifiche, Zhou Guanyu e Max Verstappen vengono convocati dai commissari sportivi in quanto il pilota cinese ha ostacolato quello olandese alla curva 17, nel corso della Q1. Zhou viene penalizzato di tre posizioni sulla griglia di partenza.

### Risultati
Nella sessione di qualifica si è avuta questa situazione:
| Pos                         | Nº | Pilota           | Costruttore                  | Q1       | Q2       | Q3       | Griglia |
| --------------------------- | -- | ---------------- | ---------------------------- | -------- | -------- | -------- | ------- |
| 1                           | 1  | Max Verstappen   | Red Bull Racing-Honda RBPT   | 1'54"938 | 1'53"837 | 1'53"159 | 11      |
| 2                           | 16 | Charles Leclerc  | Ferrari                      | 1'55"349 | 1'54"193 | 1'53"754 | 1       |
| 3                           | 11 | Sergio Pérez     | Red Bull Racing-Honda RBPT   | 1'55"139 | 1'54"470 | 1'53"765 | 2       |
| 4                           | 44 | Lewis Hamilton   | Mercedes                     | 1'55"692 | 1'54"037 | 1'53"835 | 3       |
| 5                           | 4  | Lando Norris     | McLaren-Mercedes             | 1'55"582 | 1'54"358 | 1'53"981 | 4       |
| 6                           | 81 | Oscar Piastri    | McLaren-Mercedes             | 1'54"835 | 1'54"136 | 1'54"027 | 5       |
| 7                           | 63 | George Russell   | Mercedes                     | 1'55"353 | 1'54"095 | 1'54"184 | 6       |
| 8                           | 55 | Carlos Sainz Jr. | Ferrari                      | 1'55"169 | 1'54"112 | 1'54"477 | 7       |
| 9                           | 14 | Fernando Alonso  | Aston Martin Aramco-Mercedes | 1'55"489 | 1'54"258 | 1'54"765 | 8       |
| 10                          | 31 | Esteban Ocon     | Alpine-Renault               | 1'55"417 | 1'54"460 | 1'54"810 | 9       |
| 11                          | 23 | Alexander Albon  | Williams-Mercedes            | 1'55"722 | 1'54"473 | N.D.     | 10      |
| 12                          | 10 | Pierre Gasly     | Alpine-Renault               | 1'54"911 | 1'54"635 | N.D.     | 12      |
| 13                          | 3  | Daniel Ricciardo | RB-Honda RBPT                | 1'55"451 | 1'54"682 | N.D.     | 13      |
| 14                          | 77 | Valtteri Bottas  | Kick Sauber-Ferrari          | 1'55"531 | 1'54"764 | N.D.     | 14      |
| 15                          | 18 | Lance Stroll     | Aston Martin Aramco-Mercedes | 1'56"072 | 1'55"716 | N.D.     | 15      |
| 16                          | 27 | Nico Hülkenberg  | Haas-Ferrari                 | 1'56"308 | N.D.     | N.D.     | 16      |
| 17                          | 20 | Kevin Magnussen  | Haas-Ferrari                 | 1'56"500 | N.D.     | N.D.     | 17      |
| 18                          | 22 | Yuki Tsunoda     | RB-Honda RBPT                | 1'56"593 | N.D.     | N.D.     | 20      |
| 19                          | 2  | Logan Sargeant   | Williams-Mercedes            | 1'57"230 | N.D.     | N.D.     | 18      |
| 20                          | 24 | Zhou Guanyu      | Kick Sauber-Ferrari          | 1'57"775 | N.D.     | N.D.     | 19      |
| Tempo limite 107%: 2'02"873 |    |                  |                              |          |          |          |         |

In grassetto sono indicate le migliori prestazioni in Q1, Q2 e Q3.

## Gara

### Resoconto
Al via Charles Leclerc mantiene il comando, mentre Hamilton passa Pérez. Norris va largo, alla prima curva, e cede la posizione a Piastri, Russell e Sainz Jr. Leclerc cede la prima posizione, a Lewis Hamilton, già al terzo giro, venendo superato sul rettilineo del Kemmel.
Russell e Verstappen, all’undicesimo giro, cambiano le gomme, per passare a coperture hard. Hamilton, Pérez e Piastri si fermano il giro dopo; solo il messicano della Red Bull Racing opta per gomme medie. Dopo che anche Leclerc si è fermato, si trova a condurre Sainz Jr., seguito da Lando Norris, anche lui senza aver cambiato gli pneumatici. Il britannico attende il sedicesimo giro ma, quando rientra in pista, si trova alle spalle di Verstappen. Lo spagnolo della Ferrari prosegue fino al ventunesimo giro: dopo la sosta è ottavo. Nello stesso giro Russell passa Sergio Pérez. Già il giro successivo il pilota della Red Bull Racing viene richiamato ai box, per la seconda sosta.
Hamilton conduce con due secondi di vantaggio su Leclerc, 4”6 su Oscar Piastri, nove su Russell e undici su Verstappen. Leclerc si ferma al ventiseiesimo passaggio, seguito da Hamilton, il giro successivo. Dopo la sosta il monegasco è davanti al britannico, che però presto si riprende la posizione. Verstappen e Carlos Sainz Jr. si fermano al ventinovesimo giro. L’olandese riparte su gomme medie, lo spagnolo su hard. Dopo la sosta per Norris, al trentesimo giro, solo Russell non ha cambiato pneumatici per una seconda volta, trovandosi al comando, e cercando di arrivare al traguardo senza ulteriori pit stop. Alle sue spalle c’è l’altro pilota della Mercedes, Hamilton, a quasi sei secondi, poi Leclerc a nove, a 12”6 Piastri, poi Verstappen, Norris e Pérez. Al trentaseiesimo giro Piastri passa Leclerc, mentre, tre giri dopo, Pérez cede la posizione a Sainz Jr. Negli ultimi giri Hamilton si avvicina a Russell, tenta qualche timido attacco, ma non riesce a passare il compagno di scuderia. La lotta fra i due fa avvicinare Piastri, che però non si inserirà mai nella battaglia per la vittoria.
Lewis Hamilton vince il centocinquesimo Gran Premio in carriera dopo la squalifica di Russell, primo al traguardo. Per Hamilton è la seconda vittoria in stagione dopo il successo nel Gran Premio di Gran Bretagna. Il pilota britannico della Mercedes vince per la quinta volta il Gran Premio del Belgio, la prima vittoria dall'edizione del 2020. Per la scuderia tedesca è il centoventottesimo trionfo della propria storia, la terza vittoria della stagione, la prima da quella ottenuta sul circuito di Silverstone proprio con Hamilton, nonché il sesto successo complessivo in questo appuntamento, il primo dopo quello dell'edizione 2020, sempre con Hamilton. Per Piastri, secondo, è il sesto podio in carriera. L'australiano della McLaren, che si ritirò a causa di un incidente alla prima curva nell'edizione precedente, guadagna il quarto posto in classifica piloti ai danni di Sainz Jr. La scuderia di Woking termina a podio per la decima gara consecutiva. Leclerc, terzo, segna trentasei podi in carriera. Per il monegasco della Ferrari è il sesto podio stagionale, il primo dalla vittoria nel Gran Premio di Monaco.
Leclerc e Verstappen prendono la bandiera a scacchi rispettivamente in quarta e quinta posizione come nel precedente Gran Premio d'Ungheria. L'olandese termina quinto alla bandiera a scacchi in tre delle ultime quattro gare, dopo che i suoi tre precedenti quinti posti erano stati distribuiti nelle cinque stagioni precedenti (2019-2023). Il quinto posto per Norris è stato il suo miglior piazzamento sulla pista belga in sei partecipazioni. Egli non ha mai vinto quando è partito in prima o seconda fila. Ottavo, Alonso ottiene punti alla vigilia del suo quarantatreesimo compleanno. Ocon termina nono per il quarto piazzamento a punti dell'anno. I tre precedenti punti erano stati ottenuti tramite un decimo posto, la posizione d'arrivo prima della squalifica di Russell.
Hamilton, al duecentounesimo podio, il quarto della stagione e il terzo consecutivo, nonché l'undicesimo sul circuito di Spa-Francorchamps, è il primo pilota del campionato dopo Verstappen a trionfare più di una volta in stagione dal Gran Premio d'Azerbaigian 2023. Per Hamilton è la seconda vittoria in tre gare e il quarto podio nelle ultime cinque dopo non averne ottenuto nessuno nelle prime nove corse del campionato. Il britannico estende il record quale pilota più vittorioso nella storia del mondiale con 105 vittorie, una lunghezza superiore al numero delle pole position. Egli interrompe una striscia di tre successi consecutivi nel Gran Premio del Belgio dell'olandese. Hamilton eguaglia il numero di successi in questo appuntamento di Ayrton Senna (5), a una lunghezza dal record di Michael Schumacher. La Mercedes è la prima scuderia del campionato dopo la Red Bull Racing a trionfare per tre volte. La scuderia tedesca segna sei successi in Belgio, a parimerito con la scuderia austriaca. Per il costruttore di Brackley è solamente il quarto successo dell'era a effetto suolo a partire dal 2022. È il duecentodiciasettesimo trionfo per una vettura motorizzata Mercedes. Russell è il novantaquattresimo pilota della storia squalificato, il primo da Leclerc nel Gran Premio degli Stati Uniti d'America 2023, nonché il primo a essere squalificato dopo aver tagliato il traguardo in prima posizione in questo appuntamento da Michael Schumacher nell'edizione del 1994. Senza la squalifica di Russell, la Mercedes avrebbe ottenuto la sessantesima doppietta della storia per la prima volta dal Gran Premio di San Paolo 2022, e solamente la seconda nelle ultime quattro stagioni. Il trionfo del britannico sarebbe avvenuto il giorno successivo al Norfolk Day, celebrato nella sua contea natale in Inghilterra. L'unico podio sul circuito di Spa-Francorchamps per Russell rimane quello inaugurale della carriera ottenuto con la Williams nel 2021.
Il premio del pilota del giorno viene assegnato per la cinquantatreesima volta al vincitore del Gran Premio per la terza gara di fila del campionato, e per la nona volta a un pilota britannico in stagione. Hamilton è votato pilota del giorno per la sedicesima volta dopo l'introduzione del riconoscimento nella stagione 2016, ora al terzo posto di sempre, insieme a Norris, tra i piloti a essere stati premiati più volte. È stato il più veloce Gran Premio del Belgio di sempre sul tempo della distanza di gara fra tutte le quattro configurazioni della pista utilizzate fin dal debutto del tracciato nella stagione inaugurale del 1950, corso alla media di 231,181 km/h. Pérez è il nono pilota differente del campionato autore del giro più veloce. Il tempo del messicano di 1'44"701 alla media di 240,822 km/h è il nuovo rilievo cronometrico più rapido in condizioni di gara con l'attuale layout della pista in uso dall'edizione 2007. È anche il giro più veloce di sempre in gara fra tutte le quattro configurazioni della pista. Il precedente record apparteneva a Bottas che con la Mercedes registrò un tempo di 1'46"286, alla media di 237,232 km/h, nell'edizione 2018. La corsa viene vinta per l'ottava volta sul circuito di Spa-Francorchamps da un pilota partito in terza posizione. Essa viene condotta da cinque piloti differenti. Nessun pilota ha vinto dalla pole position nelle ultime tre edizioni della gara, né negli ultimi sei Gran Premi stagionali, per la prima volta dal Gran Premio del Brasile 2009 al Gran Premio di Cina 2010. Tutti i piloti classificati concludono a pieni giri per la prima volta dal Gran Premio di Miami. Il podio composto da Hamilton, Piastri e Leclerc è inedito nella storia del mondiale, il settecentotrentaquattresimo differente. I primi tre classificati, senza la squalifica di Russell, erano separati da 1"173, il margine più basso, senza alcun intervento della safety car, dal Gran Premio di Abu Dhabi 2016, quando Hamilton compattò deliberatamente il gruppo alle sue spalle (0"843). Per la prima volta in assoluto, i primi dieci classificati sono piloti che hanno vinto una corsa nella categoria. La Ferrari è il primo costruttore della storia a superare i 10 000 punti.
Sono stati cancellati dieci tempi dai commissari sportivi ai piloti per non aver rispettato i limiti della pista, durante la gara. Si sono visti cancellare il tempo tre volte
Carlos Sainz Jr. (una volta alla curva 14 e due volte alla curva 4), due volte Lando Norris (una volta alla curva 6 e una volta alla curva 19), una volta Lance Stroll (alla curva 4), Lewis Hamilton (alla curva 4), Nico Hülkenberg (alla curva 6), Kevin Magnussen (alla curva 4) e Logan Sargeant (alla curva 4).

### Risultati
I risultati del Gran Premio sono i seguenti:
| Pos | Nº | Pilota           | Costruttore                  | Giri | Tempo/Ritiro       | Griglia | Punti |
| --- | -- | ---------------- | ---------------------------- | ---- | ------------------ | ------- | ----- |
| 1   | 44 | Lewis Hamilton   | Mercedes                     | 44   | 1h19'57"566        | 3       | 25    |
| 2   | 81 | Oscar Piastri    | McLaren-Mercedes             | 44   | +0"647             | 5       | 18    |
| 3   | 16 | Charles Leclerc  | Ferrari                      | 44   | +8"023             | 1       | 15    |
| 4   | 1  | Max Verstappen   | Red Bull Racing-Honda RBPT   | 44   | +8"700             | 11      | 12    |
| 5   | 4  | Lando Norris     | McLaren-Mercedes             | 44   | +9"324             | 4       | 10    |
| 6   | 55 | Carlos Sainz Jr. | Ferrari                      | 44   | +19"269            | 7       | 8     |
| 7   | 11 | Sergio Pérez     | Red Bull Racing-Honda RBPT   | 44   | +42"669            | 2       | 7     |
| 8   | 14 | Fernando Alonso  | Aston Martin Aramco-Mercedes | 44   | +49"437            | 8       | 4     |
| 9   | 31 | Esteban Ocon     | Alpine-Renault               | 44   | +52"026            | 9       | 2     |
| 10  | 3  | Daniel Ricciardo | RB-Honda RBPT                | 44   | +54"400            | 13      | 1     |
| 11  | 18 | Lance Stroll     | Aston Martin Aramco-Mercedes | 44   | +1'02"485          | 15      |       |
| 12  | 23 | Alexander Albon  | Williams-Mercedes            | 44   | +1'03"125          | 10      |       |
| 13  | 10 | Pierre Gasly     | Alpine-Renault               | 44   | +1'03"839          | 12      |       |
| 14  | 20 | Kevin Magnussen  | Haas-Ferrari                 | 44   | +1'06"105          | 17      |       |
| 15  | 77 | Valtteri Bottas  | Kick Sauber-Ferrari          | 44   | +1'10"112          | 14      |       |
| 16  | 22 | Yuki Tsunoda     | RB-Honda RBPT                | 44   | +1'16"211          | 20      |       |
| 17  | 2  | Logan Sargeant   | Williams-Mercedes            | 44   | +1'25"531          | 18      |       |
| 18  | 27 | Nico Hülkenberg  | Haas-Ferrari                 | 44   | +1'28"307          | 16      |       |
| Rit | 24 | Zhou Guanyu      | Kick Sauber-Ferrari          | 5    | Problemi idraulici | 19      |       |
| SQ  | 63 | George Russell   | Mercedes                     | 44   | Peso vettura       | 6       |       |

Sergio Pérez riceve un punto addizionale per aver segnato il giro più veloce della gara.

## Classifiche mondiali

### Piloti
| Pos | Pilota           | Punti |
| --- | ---------------- | ----- |
| 1   | Max Verstappen   | 277   |
| 2   | Lando Norris     | 199   |
| 3   | Charles Leclerc  | 177   |
| 4   | Oscar Piastri    | 167   |
| 5   | Carlos Sainz Jr. | 162   |
| 6   | Lewis Hamilton   | 150   |
| 7   | Sergio Pérez     | 131   |
| 8   | George Russell   | 116   |
| 9   | Fernando Alonso  | 49    |
| 10  | Lance Stroll     | 24    |
| 11  | Nico Hülkenberg  | 22    |
| 12  | Yuki Tsunoda     | 22    |
| 13  | Daniel Ricciardo | 12    |
| 14  | Oliver Bearman   | 6     |
| 15  | Pierre Gasly     | 6     |
| 16  | Kevin Magnussen  | 5     |
| 17  | Esteban Ocon     | 5     |
| 18  | Alexander Albon  | 4     |

### Costruttori
| Pos | Costruttore                  | Punti |
| --- | ---------------------------- | ----- |
| 1   | Red Bull Racing-Honda RBPT   | 408   |
| 2   | McLaren-Mercedes             | 366   |
| 3   | Ferrari                      | 345   |
| 4   | Mercedes                     | 266   |
| 5   | Aston Martin Aramco-Mercedes | 73    |
| 6   | RB-Honda RBPT                | 34    |
| 7   | Haas-Ferrari                 | 27    |
| 8   | Alpine-Renault               | 11    |
| 9   | Williams-Mercedes            | 4     |

## Decisioni della FIA
Al termine della gara, la vettura del pilota britannico della Mercedes, George Russell, dopo i controlli effettuati dalla Federazione, presenta un peso di 798 kg, valore minimo richiesto secondo l'articolo 4.1 del regolamento tecnico. Successivamente, il carburante è stato scaricato dalla vettura, rimanendone 2,8 litri. Esso non è stato completamente rimosso secondo la procedura presentata dal costruttore come previsto dall'articolo 6.5.2 del regolamento tecnico. La vettura è stata nuovamente pesata, con un risultato 796,5 kg, valore inferiore di 1,5 kg al peso minimo richiesto. Per questo motivo il pilota viene convocato dai commissari sportivi. Russell viene squalificato dalla classifica finale del Gran Premio dopo che la vettura non è conforme al peso minimo. I piloti classificatisi alle sue spalle salgono di una posizione in graduatoria. Il compagno di scuderia, il connazionale Lewis Hamilton, secondo all'arrivo, è il vincitore del Gran Premio.